# Maison au 18, rue du Général-de-Gaulle à Riquewihr
La maison au 18, rue du Général-de-Gaulle est un monument historique situé à Riquewihr, dans le département français du Haut-Rhin.

## Localisation
Ce bâtiment est situé au 18, rue du Général-de-Gaulle à Riquewihr.

## Historique
L'édifice fait l'objet d'une inscription au titre des monuments historiques depuis 1960.